# 두드럭배말상과
두드럭배말상과는 바다 달팽이 또는 삿갓조개류 상과의 하나로 해양 복족류 연체동물이다.

## 2005년 분류
2005년 부쉐 & 로크루아는 아래와 같이 3개 과로 분류했다.
- 두드럭배말과 (Lottiidae) J. E. Gray, 1840
- 흰삿갓조개과 (Acmaeidae) E. Forbes, 1850
- 무새흰삿갓조개과 (Lepetidae) J. E. Gray, 1850

## 2007년 분류
2007년, 나카노(Nakano)와 오자와(Ozawa)는 삿갓조개류에 관한 분자생물학적 연구 결과에 기초하여, 두드럭배말상과(Lottioidea)를 아래와 같이 7개 과로 분류하였다.
- 두드럭배말상과 (Lottioidea)
  - 애기삿갓조개과 (Nacellidae)
  - 무새흰삿갓조개과 (Lepetidae)
  - 흰그물삿갓조개과 (Pectinodontidae)
  - 두드럭배말과 (Lottiidae)
  - 네올롭페톱시스과 (Neolepetopsidae)
  - † Daminilidae
  - † Lepetopsidae